# (6887) Hasuo
(6887) Hasuo (1951 WH) – planetoida z pasa głównego asteroid okrążająca Słońce w ciągu 3,33 lat w średniej odległości 2,23 j.a. Odkryta 24 listopada 1951 roku. Jest uznawana za największą planetoidę na świecie.